# اسپلندور
اسپلندور محصول ۱۹۸۹ ایتالیا فیلمی کمدی به کارگردانی اتوره اسکولا است.

## داستان فیلم
جوردن (مارچلو ماسترویانی) مالک یک سینما در ایتالیا به نام اسپلندور است. کانتال همسر و صندوقدارش است. لویجی که یک آپاراتچی سینما است. فیلم دربارهٔ سینما و فیلم‌هایی که روی پرده نمایش می‌دهند است اما مردم به تماشای فیلم‌ها نمی‌روند.